# Robert II de França
Robert II de França dit el Pietós (Orleans, 972 - Melun, 1031) fou rei de França (996-1031) i duc de Borgonya (1016-1031).

## Família
Tercer fill, el primer mascle, del rei Hug I de França, l'iniciador de la Dinastia Capet, i la seva esposa Adelaida d'Aquitània, nasqué el 27 de març de l'any 972. Per línia paterna era net d'Hug el Gran i Edwiga de Saxònia, i per línia materna de Guillem III d'Aquitània i Adela de Normandia.

## Primers anys

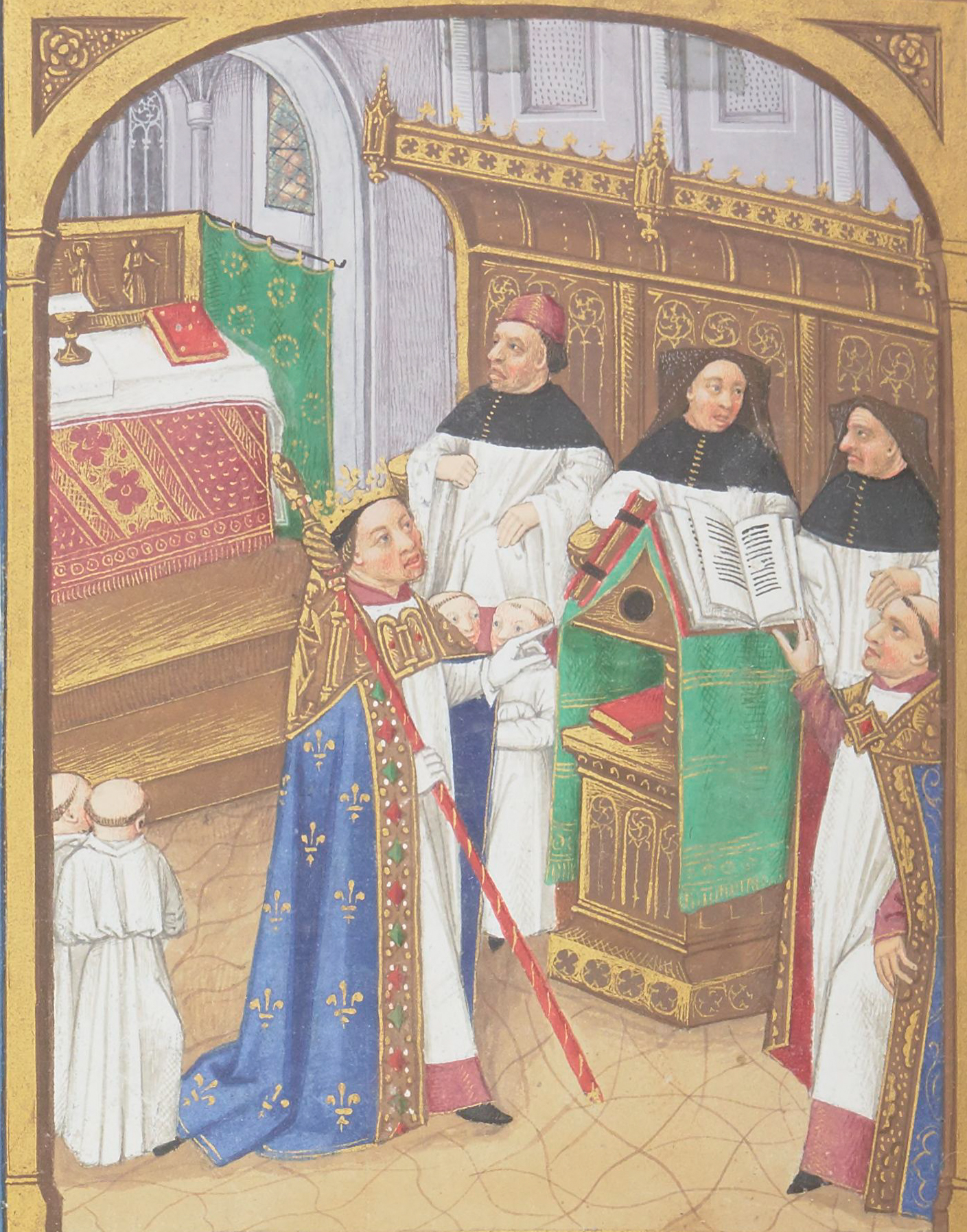
Robert va tenir una estreta relació amb els bisbes.

La joventut de Robert va estar marcada per les conseqüències del desig del rei Lotari que havia volgut recuperar la Lorena, « bressol de la família carolíngia », en aquell temps en poder de l'emperador Otó II. Problema que va haver de resoldre el seu pare.
L'educació de Robert va ser confiada a l'arquebisbe Adalberó de Reims que tenia una gran reputació d'home instruït i aquest el va posar en mans del seu secretari Gerbert d'Orlhac. A més d'aprendre llatí, se sap que va tenir formació musical A una edat desconeguda, mentre era nen, va emmalaltir greument, fins al punt que els seus pares temien per la seva vida i van oferir una creu d'or a l'església d'Orleans esperant el seu guariment que, finalment es va produir

## Coronació
L'any 987, Hug Capet va aconseguir de la noblesa el reconeixement del seu fill com a successor, iniciant-se així la monarquia successòria a França, que duraria de forma directa fins al 1316, i amb branques col·laterals fins al 1792. Així Hug Capet coronà el seu fill el 30 de desembre d'aquell any.
A partir del 990 va estar associat al tron en assumptes de govern, de manera que totes les actes signades pel seu pare portaven a sota la signatura : « filii nostri Rotberti regis ac consortis regni nostri » i també presidia sínodes episcopals.
El seu tutor, va ser ascendit a papa (Silvestre II)i el bisbe que van nomenar per ocupar el seu lloc Ascelí, es va associar amb Carles de Lorena contra ell i el seu pare Hug Capet.
Robert II tingué greus problemes amb la Santa Seu com a conseqüència dels seus constants casaments, va ser acusat pel papa de comportament incestuós amb Berta de Borgonya. Així fou excomunicat pel Papa Gregori V, que només el va perdonar després de set anys de penitència. Tot i això, Robert II fou un home molt catòlic i devot, per la qual cosa se'l coneix amb el motiu de el Pietós.

## Incorporació de Borgonya
Borgonya havia estat una part del territori dels reis francs occidentals, però s'havia independitzat l'any 879 amb Bosó V de Provença. En morir el duc de Borgonya Enric I de Borgonya sense descendència el 1102 a Palestina poc després d'acabar la Primera Croada, Robert va reclamar Borgonya. A més hi creia tenir dret pel parentiu amb el difunt que era germà del seu pare Hug Capet. El 1003 va intentar envair Borgonya, però l'intent fou fallit, se li oposava Otó-Guillem, el fill adoptiu d'Enric I, i no va ser fins al 1016 que, amb l'ajuda de l'església, fou reconegut com a duc de Borgonya.

## Altres comtats revertits a la corona
El 1007 Bouchard de Vendôme, l'antic home fidel d'Hug Capet moria i poc després el seu fill Renaud. Per tant, els comtats de Paris, Melun i Dreux són revertits a la corona.

A Sens va tenir lloc una disputa entre el comte Fromond i l'arquebisbe Leoteric pel control de la ciutat. El comte havia fet construir una torre de defensa, cosa que amoïnava l'arquebisbe. El 1012 Rainard va succeir el comte Fromond i la situació va empitjorar doncs es va aliar amb el bisbe de Langres, Brunó de Roucy, enemic del rei Robert i oncle de Rainard. Llavors l'arquebisbe Leoteric va demanar la mediació del rei, el qual va atacar al comte l'abril del 1015. Després d'això van arribar a un acord: El comte seguiria exercint el seu govern però a la seva mort el territori passaria a la corona. Malgrat tot, a la mort de Rainier, Robert II a refusar prendre'n possessió

## Enfrontaments amb els heretges
Durant el seu regnat va haver a diferents ciutats brots d'heretges que, encara que es declaraven cristians no acceptaven alguns sagraments. El desembre del 1022, el confessor de la reina Constança havia estat agredit per un d'aquests heretges a Orleans i el rei va fer muntar una foguera als afores refiant que s'espantarien i fugirien, però van morir cremats. La reacció del rei va espantar tant als eclesiàstics que el fet es troba narrat en una carta a l'abat Oliba de Ripoll,.

## Problemes amb els seus fills
El rei Robert II va aconseguir fer pocs amics però molts enemics, incloent els seus propis fills. La seva esposa Constança va demanar el 1017 que el seu fill gran Hug Magne, de només deu anys, estigués associat als assumptes de govern. El noi va ser coronat com a successor seu però no li va donar cap responsabilitat de poder. Hug se sentia humiliat per l'abandonament que havia fet el pare cap a la seva mare l'any 1010. El primogènit Hug va morir de sobte mentre efectuava una rebel·lió contra el seu pare l'any 1026.
El 1027 va fer coronar com a successor el seu altre fill Enric, però es troba amb la desaprovació d'alguns nobles que el trobaven poc viril i la reina va marxar de la cerimònia enfurismada. L'any 1030 els fill i el gendre de Robert II es van enfrontar al seu pare en una guerra civil, en la qual aconseguiren derrotar-lo i es va retirar a Beaugency, prop de París.
El 20 de juliol de 1031 Robert II va morir a Melun, prop de París, a causa d'unes febres. Fou enterrat a la cripta de la basílica de Saint-Denis al costat de la seva tercera esposa.

## Matrimonis i descendència

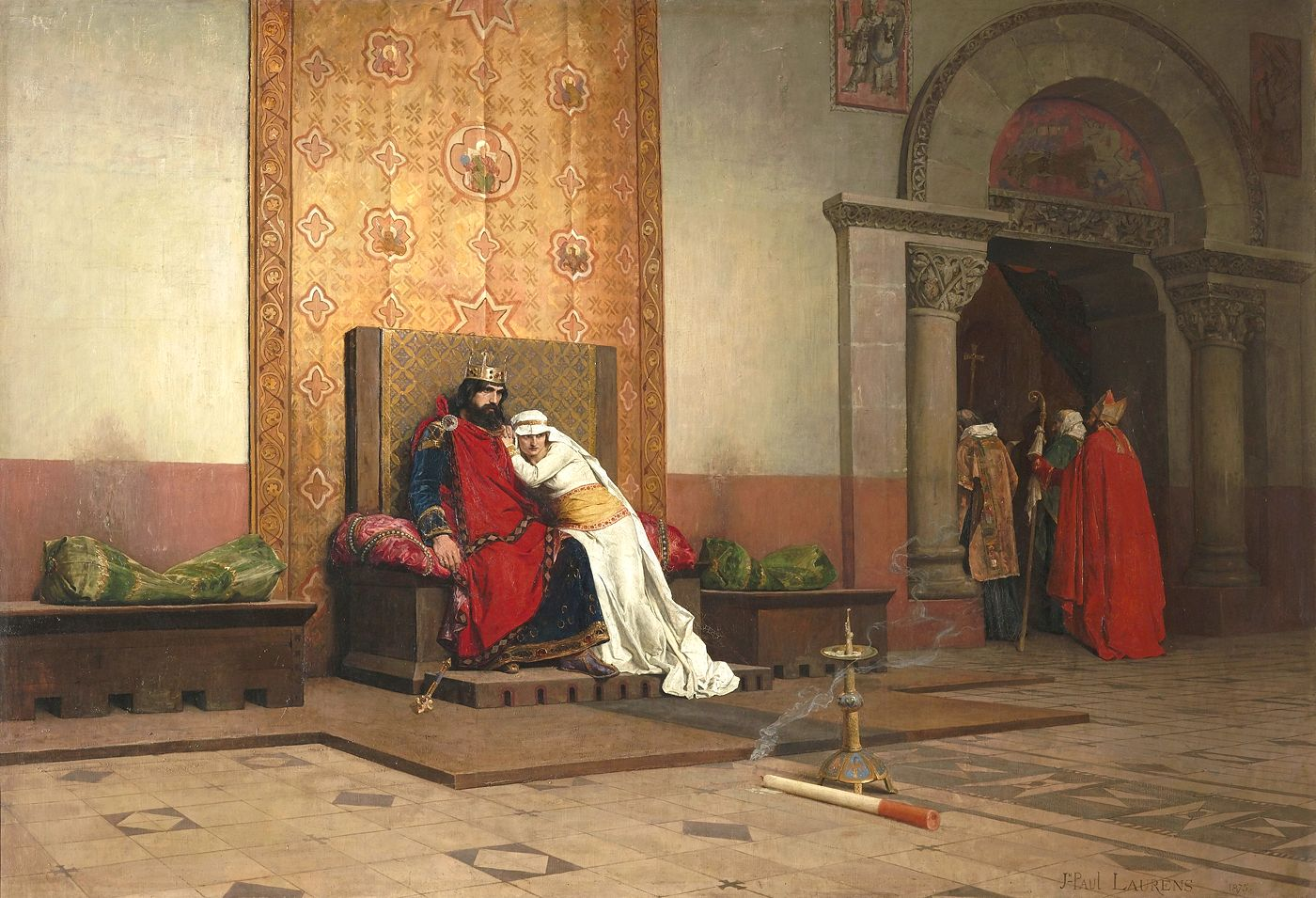
Pintura de
Jean-Paul Laurens (1838–1921)representant l'excomunicació de Robert II

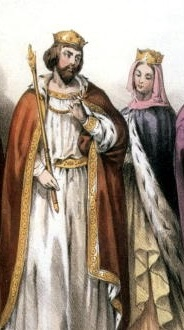
Robert i Constança

Es casà l'any 988 amb Susanna d'Itàlia, filla del rei Berenguer II d'Itàlia i neta d'Adalbert I d'Ivrea. Susanna (Rozala) era vídua d'Arnulf II de Flandes i el casament fou arreglat pel seu pare perquè amb la dot aportava Montreuil, Ponthieu i una possible tutela sobre Flandes que estava en mans del seu jove fill Baudí IV,. Robert II es divorcià d'ella l'any 992 sense haver tingut descendència.
Es casà, en segones núpcies, l'any 997 amb Berta de Borgonya, filla de Conrad III de Borgonya i Matilde de França. Berta era vídua d'Eudes I de Blois i pel fet de ser cosins amb Robert II, el Papa Gregori V excomunicà Robert. Gràcies a les converses amb el Papa Silvestre II aconseguí anul·lar l'excomunió i el matrimoni el 1003. D'aquesta unió nasqué un fill mort l'any 999.
Es casà, en terceres núpcies, l'any 1003 amb Constança d'Arles, filla de Guillem I de Provença i Adelaida d'Anjou. D'aquesta unió nasqueren:
- Advisa d'Auxerre (1003-1063, comtessa d'Auxerre i casada el 1015 amb Renald I de Nevers
- Hug II de França (1007-1026), rei de França
- Enric I de França (1008-1060), rei de França
- Robert I de Borgonya (1011-1076), duc de Borgonya i comte d'Auxerre
- Eudes de França (1013-?), malalt mental
- Adela de França (1009-1079), casada el 1027 amb Ricard III de Normandia i el 1028 amb Balduí V de Flandes
- Constança de França

Malgrat tot va voler anul·lar aquest matrimoni l'any 1009, si bé el motiu va ser molt diferent dels anteriors matrimonis. Constança tenia fama de ser una dona manipuladora i quan el seu marit estava de caça amb el seu amic Hug de Beauvais, als boscos d'Orleans, i van set atacats per una dotzena d'homes comandats per Fulques Nerra, el fet va ser atribuït a una ordre de la reina.
Tingué un fill il·legítim dit Raúl de França que fou arquebisbe de Bruges